# Bulbophyllum boonjee
Bulbophyllum boonjee är en orkidéart som beskrevs av Bruce Gray och David Lloyd Jones. Bulbophyllum boonjee ingår i släktet Bulbophyllum och familjen orkidéer. Inga underarter finns listade i Catalogue of Life.